# (I'd Be) A Legend in My Time
(I'd Be) A Legend in My Time is een single, geschreven door Don Gibson en uitgevoerd door Ronnie Milsap. (I'd Be) A Legend in My Time was Milsaps zesde countrynummer en zijn derde nummer 1-hit. Het nummer stond tien weken in de hitlijsten, waarvan één week op de toppositie.
Gibson nam het nummer oorspronkelijk op voor het album Country Green.

## Hitlijsten
| Hitlijst (1974)                  | Hoogste positie |
| -------------------------------- | --------------- |
| VS Billboard Hot Country Singles | 1               |
| Canadese RPM Country Tracks      | 1               |